# Liste der Stadtpräsidenten von Luzern
Die Liste der Stadtpräsidenten von Luzern zeigt chronologisch alle Stadtpräsidenten der Schweizer Stadt Luzern auf. Der Stadtpräsident präsidiert den fünfköpfigen Stadtrat, die Exekutive der politischen Gemeinde.

## Liste
| Amtsdauer  | Person                         | Partei                                                  |
| ---------- | ------------------------------ | ------------------------------------------------------- |
| 1832–1835  | Casimir Pfyffer                | radikal                                                 |
| 1836–1840  | Alois Singer                   |                                                         |
| 1841       | Joseph Zünd                    |                                                         |
| 1841       | Joseph Mazzola, abgelehnt      |                                                         |
| 1841–1845  | Alois Hautt                    |                                                         |
| 1845–1847  | Josef Schumacher-Uttenberg     |                                                         |
| 1848–1854  | Felix Balthasar                |                                                         |
| 1854–1860  | Johann Winkler                 |                                                         |
| 1860–1864  | Wilhelm Schindler              |                                                         |
| 1864       | Friedrich Berchtold, abgelehnt |                                                         |
| 1865–1866  | Abraham Stocker                |                                                         |
| 1866–1871  | Leonz Gurdi                    |                                                         |
| 1871–1890  | Ludwig Pfyffer                 |                                                         |
| 1890–1891  | Friedrich Wüest                |                                                         |
| 1891–1916  | Hermann Heller                 | Liberale Partei des Kantons Luzern (LPL) (ab 2000: FDP) |
| 1916–1919  | Gustav Schaller                | LPL/FDP                                                 |
| 1919–1939  | Jakob Zimmerli                 | LPL/FDP                                                 |
| 1939–1953  | Max Wey                        | LPL/FDP                                                 |
| 1953–1967  | Paul Kopp                      | LPL/FDP                                                 |
| 1967–1979  | Hans Rudolf Meyer              | LPL/FDP                                                 |
| 1979–1984  | Matthias Luchsinger            | LPL/FDP                                                 |
| 1984–1996  | Franz Kurzmeyer                | LPL/FDP                                                 |
| 1996–2012  | Urs W. Studer                  | parteilos, vor 1996: LPL/FDP                            |
| 2012–2016  | Stefan Roth                    | CVP                                                     |
| 2016–jetzt | Beat Züsli                     | SP                                                      |